# Dublany-2
Dublany-2 (ukr. Дубляни-2, ros. Дубляны-2) – przystanek kolejowy w miejscowości Dublany, w rejonie samborskim, w obwodzie lwowskim, na Ukrainie.